# Чемпіонат острова Боа Вішта з футболу
Чемпіонат острова Боа Вішта з футболу або Liga Insular da Boa Vista — чемпіонат острова Боа Вішта з футболу, який було створено приблизно в 1978 році.

## Історія
Переможець кожного розіграшу чемпіонату острова виступає в Чемпіонаті Кабо-Верде кожного сезону.
В сезоні 2004-05 років Саль-Реї виграв національний чемпіонат та автоматично кваліфікувався для участі в наступному (клубу вперше так вдалося), срібний призер чемпіонату острова Дешпортіву Ештансія Байшу кваліфікувався для участі в національному чемпіонаті 2005 року, це єдиний випадок, коли срібний призе чемпіонату острова потрапляв до національного Чемпіонату.
Чемпіонат острова було створено приблизно в 1978 році.

## Команди учасниці Чемпіонату в сезоні 2014-15[1]
- Академіка Операрія (Саль-Рей)
- Африка Шув (Рабіл)
- Дешпортіву Ештансія Байшу
- Жувентуде ду Норте (Норте)
- Онже Ештрелаш (Бофаррейра)
- Саль-Рей
- Санжоаненше
- Спортінг (Саль-Рей)

## Переможці[2]
- 1977-78: Академіка Операрія
- 1978-79: Академіка Операрія
- 1979-80: дані відсутні
- 1980-81: дані відсутні
- 1981-82: Академіка Операрія
- 1982-83: Академіку (Саль-Реї)
- 1983-84: Академіка Операрія
- 1984-85: Академіка Операрія
- 1985-88: дані відсутні
- 1988-89: Академіка Операрія
- 1989-90: дані відсутні
- 1990-91: Академіка Операрія
- 1991-92: дані відсутні
- 1992-93: Академіка Операрія
- 1993–94: Саль-Рей
- 1994–95: Академіка Операрія
- 1995–96: Академіка Операрія
- 1996–97: Академіка Операрія
- 1997–98: Саль-Рей
- 1998–99: Академіка Операрія
- 1999–2000: Академіка Операрія
- 2000–01: не відбувся
- 2001–02: Академіку (Саль-Реї)
- 2002–03: Академіку (Саль-Реї)
- 2003–04: Саль-Рей
- 2004–05: Саль-Рей
- 2005–06: Саль-Рей
- 2006–07: Саль-Рей
- 2007–08: Саль-Рей
- 2008–09: Академіка Операрія
- 2009–10: Спортінг
- 2010–11: Саль-Рей
- 2011–12: Академіка Операрія
- 2012–13: Онже Ештрелаш
- 2013–14: Академіка Операрія
- 2014–15: Академіка Операрія

## Перемоги по клубах
| Клуб                 | Перемог                 | Переможні сезони                                                                                           |
| -------------------- | ----------------------- | --- |
| Академіка Операрія   | 18 в списку (19 всього) | 1978, 1979, 1982, 1984, 1985, 1989, 1991, 1993, 1995, 1996, 1997, 1999, 2000, 2003, 2009, 2012, 2014, 2015 |
| Саль-Рей             | 9                       | 1994, 1998, 1999, 2004, 2005, 2006, 2007, 2008, 2011                                                       |
| Академіку (Саль-Реї) | 2                       | 1983, 2002                                                                                                 |
| Спортінг             | 1                       | 2010 |
| Онже Ештрелаш        | 1                       | 2013 |